# Benedetta Tagliabue
Benedetta Tagliabue (Milano, 24 giugno 1963) è un'architetta italiana.
Laureatasi presso l'Università Iuav di Venezia di Venezia nel 1989, ha in seguito studiato e lavorato a New York. Insegna presso l'Università politecnica della Catalogna.
Nel 1991 conosce l'architetto catalano Enric Miralles, con il quale inizia una collaborazione e fonda nel 1994 lo studio EMBT, che dirige dalla morte di Miralles nel 2000. Tra le maggiori opere firmate dallo studio EMBT il Parlamento scozzese a Edimburgo, la nuova sede di Gas Natural e il progetto di restyling per il mercato di Santa Caterina a Barcellona. Del 2010 è invece il Padiglione spagnolo all'Expo 2010 di Shanghai, struttura d'acciaio rivestita da pannelli in vimini.
Nel 2020 riceve il Premio Piranesi Prix de Rome alla Carriera.

## Selezione di progetti

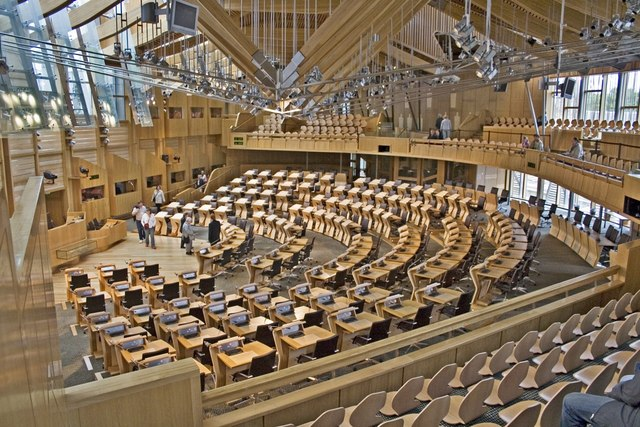
Sede del Parlamento Scozzese ad Edimburgo

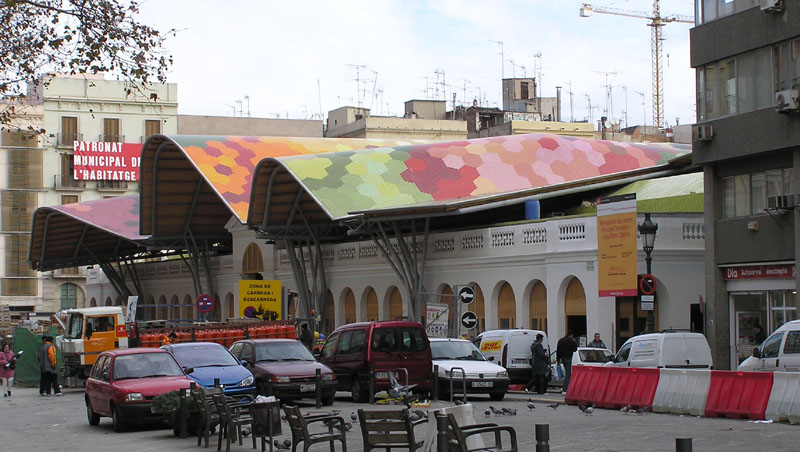
Mercato di Santa Caterina a Barcellona

- 1997 Biblioteca pubblica, Palafolls, Spagna
- 1999 Casa a La Clota, Barcellona, Spagna
- 1999 Torre Mare Nostrum, Barcellona, Spagna
- 1999 Pannelli acustici per il rinnovamento della Gran Via, Barcellona, Spagna
- 2000 Six houses, Amsterdam, Paesi Bassi
- 2000 Ampliamento del municipio, Utrecht, Paesi Bassi
- 2000 Ampliamento della Scuola di musica, Amburgo, Germania
- 2000 Set design for the opera "Don Quijote", Teatre del Liceu, Barcellona, Spagna
- 2001 Edilizia sociale a Figueres, Spagna
- 2001 Parc dels Colors, Mollet del Vallès, Spagna
- 2002 Parc de Diagonal Mar, Barcellona
- 2002 Spazio pubblico a HafenCity, Amburgo, Germania
- 2003 Campus universitario, Vigo, Spagna
- 2004 Sede del Parlamento Scozzese a Edimburgo, Scozia
- 2005 Mercato di Santa Caterina, Barcellona
- 2006 Padiglione Arcelor, Esch-sur-Alzette, Lussemburgo
- 2006 Edificio principale del campus universitario, Vigo, Spagna
- 2008 Scenery for Merce Cunningham Dance Company
- 2011 Padiglione italiano alla 54ª Biennale di Venezia, Italia
- 2012 Museo marittimo nazionale, Tianjin, Cina
- 2015 Cupola Copagri per Expo Milano 2015
- 2015 Hengbang C Tower, Xiamen, Cina
- 2016 Chiesa di San Giacomo Apostolo, Ferrara, Italia
- 2025 Stazione Centro Direzionale, Napoli, Italia